# Bernard Warburton-Lee

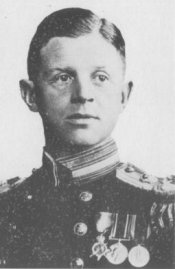
Warburton-Lee

Bernard Armitage Warburton Warburton-Lee (* 13. September 1895 in Broad Oak, Wrexham (Wales); † 10. April 1940 bei Narvik) war ein britischer Marineoffizier, der sich in der Schlacht um Narvik im April 1940 auszeichnete und dabei den Tod fand. Er erhielt posthum das Victoria-Kreuz, die höchste britische Tapferkeitsauszeichnung. Warburton-Lee war der erste britische Soldat im Zweiten Weltkrieg, der diese Auszeichnung erhielt.

## Leben
Warburton-Lee trat im Ersten Weltkrieg in die Royal Navy ein und erhielt 1917 sein Patent als Lieutenant. Er wurde 1925   
Lieutenant-Commander, 1930 Commander und 1936 Captain.
Er befehligte die 2. Zerstörerflottille, deren fünf Zerstörer am frühen Morgen des 10. April 1940 in dichtem Schneetreiben die im Ofotfjord und im Hafen von Narvik liegenden deutschen Zerstörer angriffen, welche tags zuvor im Rahmen des Unternehmens Weserübung 2.000 Gebirgsjäger unter General Eduard Dietl zur Besetzung Narviks angelandet hatten.
Der Überraschungsangriff gegen 4 Uhr früh war erfolgreich. Das deutsche Flaggschiff, die Wilhelm Heidkamp mit dem deutschen Befehlshaber Kommodore Friedrich Bonte, und die Anton Schmitt wurden schon in den ersten Minuten des Gefechts durch Torpedotreffer versenkt und drei weitere deutsche Zerstörer wurden durch Artillerietreffer beschädigt. Warburton-Lee glaubte, die deutschen Kräfte entscheidend geschwächt zu haben, da er von der Anwesenheit von nur sechs deutschen Einheiten ausging, und trat den Rückmarsch an. Dabei traf er jedoch auf drei weitere deutsche Zerstörer unter Fregattenkapitän Erich Bey, die im Herjangsfjord gelegen hatten, sowie zwei andere, die aus Richtung Ballangen kamen. Diese Boote hatten erst nach 5 Uhr Meldungen über das Gefecht erhalten, waren daraufhin ausgelaufen und konnten den britischen Verband von zwei Seiten angreifen. Warburton-Lees Flaggschiff Hardy erhielt schwere Artillerietreffer und wurde manövrierunfähig. Warburton-Lee wurde schwer verwundet und starb kurz darauf. Beigesetzt wurde sein Leichnam in Ballangen. Sein Schiff wurde von der Besatzung auf eine Untiefe gesetzt. 70 Besatzungsmitglieder kamen ums Leben.
Norwegen ehrte Warburton-Lee 1942 mit der postumen Verleihung des höchsten norwegischen Ordens, dem Kriegskreuz mit Schwert.